# دگزامتازون ایزونیکوتینات
دگزامتازون ایزونیکوتینات (به انگلیسی: Dexamethasone isonicotinate) با فرمول شیمیایی C۲۸H۳۲FNO۶ یک ترکیب شیمیایی با شناسه پاب‌کم ۱۶۷۵۲ است. که جرم مولی آن ۴۹۷٫۵۶ g/mol می‌باشد.